# أسطورة البحر الأزرق (مسلسل)
أسطورة البحر الأزرق ((هانغل: 푸른 바다의 전설; ر.ر: Pureun bada-ui jeonseol)) هو مسلسل تلفزيوني كوري جنوبي بطولة جون جي هيون ولي من هو. أذيع على قناة إس بي إس كل أربعاء وخميس على الساعة 22:00 (بتوقيت كوريا الجنوبية) ابتدأ من 16 نوفمبر 2016.

## القصة
قصّة حورية البحر من المجموعة القصصية الخيالية Eou yada لعالِـم جوسون Yu Mong In وتدُور قصّة الدراما حول Kim Dam Ryung الذي يُعيد حوريات البحر التي تـمّ إمساكهنّ من قِبل الصيّاد إلى البحر. Lee Min Ho سيلعب دور Kim Mu وهو ابن Kim Dam Nyeong خلال عصر جوسون وأيضاً. دور المُحتال العبقري Heo Jun Jae في الوقت الحاضِر والذي يستطيعُ التحول إلى مجموعة متنوعة من الأدوار من بينها مُدّعي عام، مُحامي، طبيب، رجُل أعمال وغيرها. وكلا شخصيتيه ستقعُ في حُبّ Jun Ji Hyun التي تلعب دور حُورية البحر.

## التمثيل

### أدوار رئيسية
1. Jun Ji hyun: في دور شيم تشونغ
2. Lee Min ho: في دور هيو جون جاي
3. Lee Hee joon: في دور جو نام جو
4. Shin Hye sun: في دور تشا تشي اه
5. Shin Eun Soo: في دور شيم تشونغ الصغيرة
6. Heo Joon Jae: في دور هيو جون الصغير
7. Moon-So-Ri: في دور اهن جين جو
8. Lee-Ji-Hoon: في دور هيو تشا هيون
9. Shin-Won-Ho: في دور تاي هو
10. Choi Jung Woo: في دور هيو جيل جونج

## الاستقبال
بدأ العرض بنسبة مشاهدة كبيرة بلغت 16.4٪ على الصعيد الوطني، ووصلت إلى 20.7٪ لمشاهد معينة، وفقًا لنيلسن كوريا قد تجاوز المسلسل نسبة 20٪ في منطقة العاصمة بحلول الحلقة السادسة. حافظ الدراما على المرتبة الأولى في جدولها الزمني أثناء بثها، كما حقق نجاحًا جيدًا في الخارج، حيث تم تصديره إلى جميع المناطق الرئيسية حول العالم، بما في ذلك جنوب شرق آسيا والأمريكتين وأوروبا.

## المشاهدات
| الحلقة | تاريخ البث              | تقييمات "نيلسن كوريا" | تقييمات "نيلسن كوريا" | تقييمات "نيلسن كوريا" | تقييمات "نيلسن كوريا" |
| الحلقة | تاريخ البث              | إيه جي بي نيلسن       | إيه جي بي نيلسن       | TNmS                  | TNmS                  |
| الحلقة | تاريخ البث              | على الصعيد الوطني     | سيئول                 | على الصعيد الوطني     | سيئول                 |
| ------ | ----------------------- | --------------------- | --------------------- | --------------------- | --------------------- |
| 1      | 16 من تشرين الثاني 2016 | 16.4٪ (الرابع)        | 18.0٪ (الثاني)        | 15.4٪ (الرابع)        | 18.9٪ (الثالث)        |
| 2      | 17 من تشرين الثاني 2016 | 15.1٪ (الرابع)        | 16.4٪ (الرابع)        | 16.2٪ (الرابع)        | 20.1٪ (الثالث)        |
| 3      | 23 نوفمبر 2016          | 15.7٪ (الرابع)        | 17.2٪ (الرابع)        | 18.6٪ (الرابع)        | 19.6٪ (الثاني)        |
| 4      | 24 نوفمبر 2016          | 17.1٪ (الرابع)        | 18.4٪ (الثالث)        | 17.9٪ (الرابع)        | 21.3٪ (الثالث)        |
| 5      | 30 نوفمبر 2016          | 16.8٪ (الثالث)        | 20.5٪ (الأول)         | 16.4٪ (الرابع)        | 20.4٪ (الثاني)        |
| 6      | 1 ديسمبر 2016           | 18.9٪ (الثاني)        | 22.1٪ (الأول)         | 18.1٪ (الثاني)        | 20.2٪ (الأول)         |
| 7      | 7 ديسمبر 2016           | 17.4٪ (الثاني)        | 19.2٪ (الأول)         | 15.8٪ (الرابع)        | 18.1٪ (الثاني)        |
| 8      | 8 ديسمبر 2016           | 17.4٪ (الثاني)        | 19.1٪ (الثاني)        | 17.4٪ (الثالث)        | 19.7٪ (الأول)         |
| 9      | 14 ديسمبر 2016          | 16.6٪ (الثاني)        | 18.8٪ (الثاني)        | 14.8٪ (الخامس)        | 16.4٪ (الثاني)        |
| 10     | 15 ديسمبر 2016          | 17.5٪ (الثاني)        | 19.3٪ (الثاني)        | 16.8٪ (الرابع)        | 19.2٪ (الثاني)        |
| 11     | 21 ديسمبر 2016          | 16.7٪ (الثالث)        | 18.1٪ (الثاني)        | 17.7٪ (الثالث)        | 20.1٪ (الثاني)        |
| 12     | 22 ديسمبر 2016          | 17.3٪ (الثالث)        | 18.7٪ (الثاني)        | 16.3٪ (الرابع)        | 18.0٪ (الثاني)        |
| 13     | 28 ديسمبر 2016          | 16.0٪ (الرابع)        | 17.2٪ (الثالث)        | 15.8٪ (الرابع)        | 18.4٪ (الثاني)        |
| 14     | 4 من كانون الثاني 2017  | 17.8٪ (الثالث)        | 18.7٪ (الثاني)        | 15.1٪ (الرابع)        | 18.1٪ (الثالث)        |
| 15     | 5 من كانون الثاني 2017  | 18.3٪ (الثالث)        | 20.1٪ (الثاني)        | 15.9٪ (الثالث)        | 19.4٪ (الثاني)        |
| 16     | 11 من كانون الثاني 2017 | 18.9٪ (الثالث)        | 20.7٪ (الثاني)        | 15.1٪ (الرابع)        | 19.0٪ (الثاني)        |
| 17     | 12 من كانون الثاني 2017 | 20.8٪ (الثاني)        | 23.0٪ (الثاني)        | 18.9٪ (الثالث)        | 22.2٪ (الثاني)        |
| 18     | 18 من كانون الثاني 2017 | 18.3٪ (الثالث)        | 19.9٪ (الثاني)        | 16.5٪ (الثالث)        | 18.4٪ (الثاني)        |
| 19     | 19 من كانون الثاني 2017 | 21.0٪ (الثاني)        | 22.2٪ (الثاني)        | 18.7٪ (الثالث)        | 20.4٪ (الثاني)        |
| 20     | 25 من كانون الثاني 2017 | 17.9٪ (الثالث)        | 18.8٪ (الثاني)        | 16.2٪ (الرابع)        | 18.4٪ (الثاني)        |
| المعدل | المعدل                  | 17.6٪                 | 19.3٪                 | 16.7٪                 | 19.3٪                 |
| خاصة   | 29 ديسمبر 2016          | 11.2٪ (السابع)        | 12.3٪ (الرابع)        | 14.5٪ (الثامن)        | 13.3٪ (الرابع)        |

## الإنتاج

### صناعة
- تخطيط : بارك يونغ سوو (قسم الدراما SBS).
- فريق العمل : كلوتر ديبوت & إستوديو داغون.
- موسيقي : الملحن الياباني «ريو يوشيماتا»[9]
- أخراج وكتابة : مخرج قسم الدراما إس بي إس جين هيوك الذي عمل على مسلسلات مثل؛ ميراث رائع، سيد الشمس. ومن كتابة بارك جي اون التي كتبت حبي من نجم أخر.[10]

### عن الإنتاج
بدأ التصوير في 19 أغسطس 2016 في جويسان، مقاطعة تشنغتشونغ الشمالية، كوريا الجنوبية. ثم سافر فريق الإنتاج إلى بالاو لتصوير مشاهد تحت الماء. كذلك سافر الممثلون وطاقم العمل إلى إسبانيا في 11 سبتمبر حيث صوروا في لاكورونيا وريبديو ولوغو وتوسا دي مار وكاستيل دي سانتا فلورنتينا. في كانيت دي مار، وكذلك باغور (Es Cau Swimming Pool) وسيدجيس (قاعة المدينة والخلفيات الأخرى) وبرشلونة (المناطق الخارجية من قصر الموسيقى الكتالونية، إلخ.) من بين أماكن أخرى في كاتالونيا وجاليسيا (إسبانيا).
تمت القراءة الأولى للسيناريو في 8 أكتوبر 2016، بعد شهرين من بدء الإنتاج، بسبب الجداول الزمنية المزدحمة للممثلين. استمرت ثلاث ساعات وغطت الحلقات الأربع الأولى.

### عن الطاقم
تجمع هذه الدراما كل من لي مين هو وكيم سونغ ريونغ، اللذان كان لهما علاقة ابن وأم في دراما SBS لعام 2013، الورثة، لي جي هوون وشين هاي سون اللذان ترسما معًا لأول مرة في الدراما المدرسية 2013، على قناة كي بي اس 2، بالإضافة إلى جيون جي هيون وهونغ جي كيونغ ونا يونغ هي الذين عملوا معًا سابقًا في دراما SBS ، حبي من نجم اخر لعام 2013.

## الجوائز والترشيحات
| عام  | جائزة                          | فئة                                                  | متلقي                              | نتيجة |
| ---- | ------------------------------ | ---------------------------------------------------- | ---------------------------------- | ----- |
| 2016 | حفل توزيع جوائز SBS Drama ال24 | الجائزة الكبرى (دايسانغ)                             | جون جي هيون                        | رشح   |
| 2016 | حفل توزيع جوائز SBS Drama ال24 | الجائزة الكبرى (دايسانغ)                             | لي مين هو                          | رشح   |
| 2016 | حفل توزيع جوائز SBS Drama ال24 | جائزة التميز الأعلى، ممثل في النوع والدراما الخيالية | لي مين هو                          | فوز   |
| 2016 | حفل توزيع جوائز SBS Drama ال24 | جائزة التميز الأعلى، ممثلة في نوع دراما وفانتازيا    | جون جي هيون                        | رشح   |
| 2016 | حفل توزيع جوائز SBS Drama ال24 | جائزة التميز، ممثل في دراما فانتازيا                 | لي هي-جون                          | رشح   |
| 2016 | حفل توزيع جوائز SBS Drama ال24 | جائزة التميز، ممثلة في دراما فانتازيا                | شين هاي سون                        | رشح   |
| 2016 | حفل توزيع جوائز SBS Drama ال24 | جائزة التميز، ممثلة في دراما فانتازيا                | هوانغ شين هاي                      | رشح   |
| 2016 | حفل توزيع جوائز SBS Drama ال24 | جائزة خاصة، ممثل في فانتازيا دراما                   | سونغ دونغ إيل                      | فوز   |
| 2016 | حفل توزيع جوائز SBS Drama ال24 | جائزة خاصة، ممثل في فانتازيا دراما                   | لي جي هون                          | رشح   |
| 2016 | حفل توزيع جوائز SBS Drama ال24 | جائزة خاصة، ممثلة في دراما فانتازيا                  | أوه يون آه                         | رشح   |
| 2016 | حفل توزيع جوائز SBS Drama ال24 | جائزة K-Wave Star                                    | لي مين هو                          | رشح   |
| 2016 | حفل توزيع جوائز SBS Drama ال24 | جائزة K-Wave Star                                    | جون جي هيون                        | رشح   |
| 2016 | حفل توزيع جوائز SBS Drama ال24 | افضل ثنائي                                           | لي مين هو وجون جي هيون             | فوز   |
| 2016 | حفل توزيع جوائز SBS Drama ال24 | أفضل 10 نجوم                                         | لي مين هو                          | فوز   |
| 2016 | حفل توزيع جوائز SBS Drama ال24 | أفضل 10 نجوم                                         | جون جي هيون                        | فوز   |
| 2016 | حفل توزيع جوائز SBS Drama ال24 | جائزة أكاديمية المعبود - أفضل طعام (Meokbang)        | جون جي هيون                        | فوز   |
| 2017 | 9 جوائز ميلون الموسيقية        | أفضل OST                                             | سونغ سي كيونغ (في مكان ما يومًا ما) | رشح   |

## وصلات خارجية
- أسطورة البحر الأزرق على موقع IMDb (الإنجليزية)
- أسطورة البحر الأزرق على موقع نتفليكس (الإنجليزية)
- أسطورة البحر الأزرق على موقع كينوبويسك (الروسية)
- أسطورة البحر الأزرق على موقع قاعدة بيانات الفيلم (الإنجليزية)
- The Legend of the Blue Sea at HanCinema